# Kinh Thư
Kinh Thư (書經 Shū Jīng) hay còn gọi là Thượng Thư (尚書) là một bộ phận trong bộ sách Ngũ Kinh của Trung Quốc, ghi lại các truyền thuyết, biến cố về các đời vua cổ có trước Khổng Tử. Khổng Tử san định lại để các ông vua đời sau nên theo gương các minh quân như Nghiêu, Thuấn chứ đừng tàn bạo như Kiệt, Trụ.
Nội dung Kinh Thư chủ yếu là ghi chép lại lời nói của vua tôi thời thượng cổ (Nghiêu, Thuấn) cho đến thời nhà Hạ, nhà Thương và thời Tây Chu. Từ khi Hán Vũ Đế bắt đầu đặt chức Ngũ kinh bác sĩ, địa vị của Kinh Thư không hề thay đổi. Quá trình biên soạn, chỉnh lý và lưu truyền của Kinh Thư cực kỳ phức tạp, trong lịch sử xuất hiện quá nhiều văn bản có bố cục, nội dung và thể chữ khác nhau, một bộ phận được các học giả trong triều đình tổ chức chỉnh lý, hiệu đính và ban hành thành bản chính thức. Văn bản Kinh Thư ngày nay chủ yếu xuất hiện vào thời Đông Tấn, nguồn gốc của nội dung một số thiên trong văn bản này bắt đầu bị nghi ngờ từ thời Nam Tống. Đến đầu thời nhà Thanh, một số thiên trong Kinh Thư bị các học giả như Diêm Nhược Cừ xác định là giả (ngụy thư), thậm chí bị loại bỏ ra khỏi Kinh Thư.

## Tên gọi
Kinh Thư có tên đầy đủ là Thượng Thư (尚書), tức là sách ghi chép các tư liệu từ thời Thượng cổ. Trong Thượng Thư tự, Khổng Dĩnh Đạt nói: "Thượng" (尚) tức là "thượng" (上), là sách kể từ thời thượng cổ đến nay, nên được gọi là "Thượng Thư" (尚書)". Trong Thượng Thư chính nghĩa, Mã Dung nói: "Thời thượng cổ có sách của họ Ngu, nên gọi là Thượng Thư".
Ban đầu Thượng Thư được gọi tắt là Thư (書), sớm nhất là trong sách Mặc Tử, thiên Minh quỷ hạ: "Trên nhất là Hạ thư, rồi đến Thương, Chu thư". Thượng Thư còn có nghĩa là sử thời Thượng cổ, như Vương Sung nói trong sách Luận hành, thiên Chính thuyết: "Thượng Thư là sách nói về đế vương thời Thượng cổ, hoặc là bề trên làm việc gì thì bề dưới ghi chép lại, cho nên gọi là Thượng Thư". Hán thư, Nghệ văn chí nói: "Tả sử ghi chép lời nói, hữu sử ghi chép sự việc". Thượng Thư cũng được xem là tả sử vì ghi chép các lời nói hoặc mệnh lệnh. Trong thực tế, Thượng Thư không chỉ ghi chép lời nói mà còn ghi chép cả sự thật lịch sử.
Sách Vĩ thư nói rằng ngày xưa Thượng Thư bao gồm 3240 thiên, về sau Khổng Tử san định còn 120 thiên. Theo Hán thư, Nghệ văn chí thì Khổng Tử san định Thượng Thư còn 100 thiên. Vì được Khổng Tử san định nên Thượng Thư còn được gọi là Kinh Thư (書經), một trong Ngũ kinh của Nho giáo.

## Văn bản
Văn bản Kinh Thư có hai loại: bản Kim văn của Phục Sinh thời Tây Hán, bao gồm 29 thiên, và bản Cổ văn thời Đông Tấn, trên có lời tựa của Khổng An Quốc, bao gồm 58 thiên. Đến đời Đường Huyền Tông niên hiệu Thiên Bảo, hai bản Kim văn và Cổ văn được nhập làm một thành bản Kinh Thư hiện nay.
Cuối thời Tây Hán, bắt đầu xảy ra cuộc tranh chấp giữa 2 phái Kim văn học và Cổ văn học, kết quả phái Cổ văn học ngày một thịnh lên trong khi phái Kim văn học suy yếu dần. Tranh chấp giữa Kim văn học và Cổ văn học còn kéo dài đến cuối thời Thanh.

### Kim văn Thượng Thư

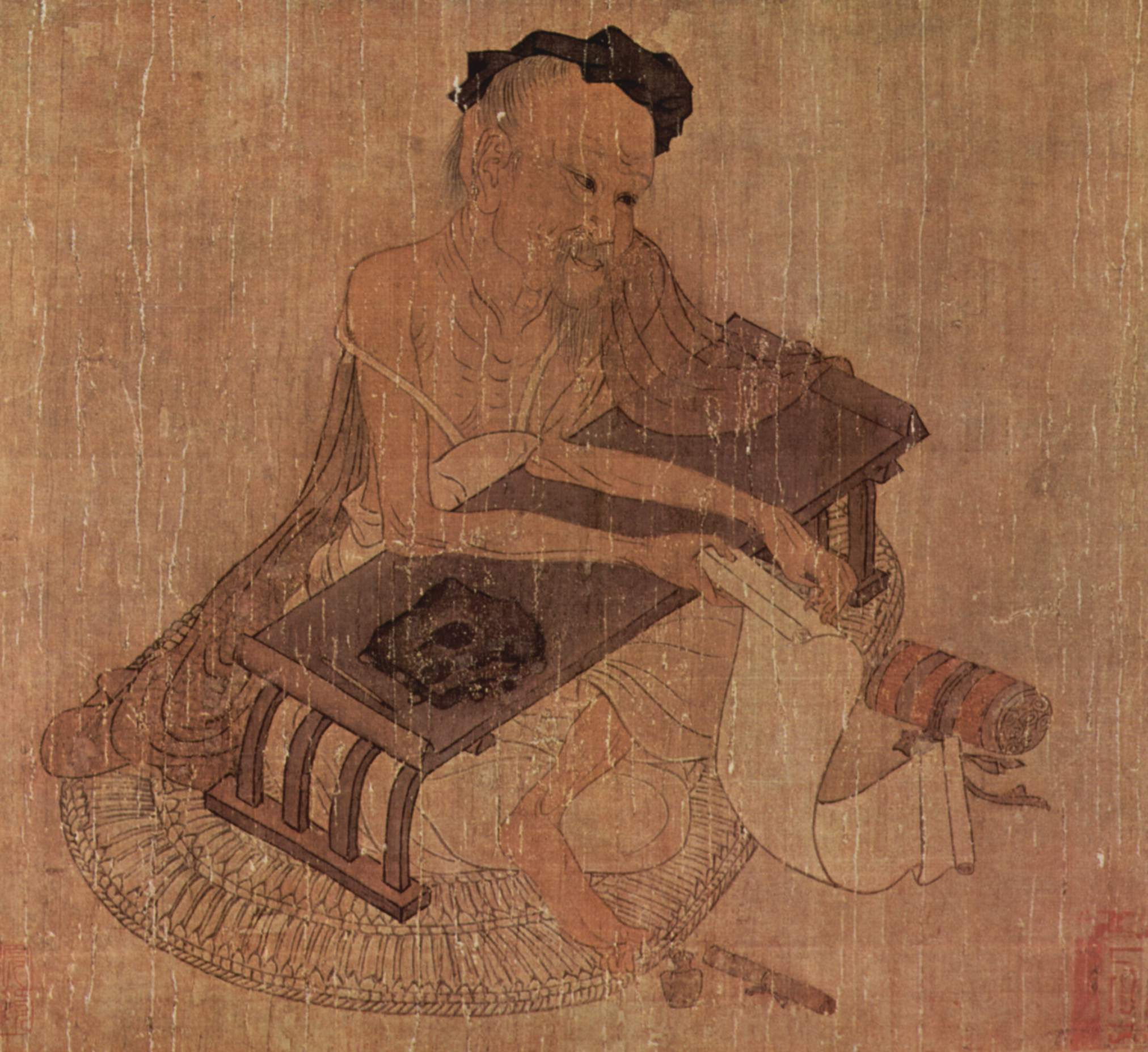
"Phục Sinh thụ kinh đồ" của Vương Duy

Theo Sử ký Tư Mã Thiên, Nho lâm liệt truyện, Phục Sinh tên là Thắng, làm quan bác sĩ đời Tần. Tần Thủy Hoàng ra lệnh đốt sách chôn nho, Phục Sinh phải giấu sách Thượng Thư ở trong vách. Sang đời Hán, Phục Sinh tìm lại sách Thượng Thư nhưng mất đi vài chục thiên, chỉ còn lại 29 thiên, liền đem dạy ở Tề, Lỗ. Vua Hán Văn Đế hạ chiếu tìm người hiểu được sách Thượng Thư, chỉ có Phục Sinh hiểu được nên được vời vào triều. Nhưng do ông già quá (đã hơn 90 tuổi) không đi được nên Hán Văn Đế sai Tiều Thố đến nhà Phục Sinh để học sách Thượng Thư.
Theo lời tựa sách Cổ văn Thượng Thư của Vệ Hoằng, thì khi Tiều Thố đến nhà Phục Sinh, Phục Sinh già nói không được đúng tiếng, phải sai con gái mình dạy Tiều Thố. Vì tiếng nói khác nhau nên nhiều chỗ Tiều Thố không hiểu được, chỉ hiểu lược lấy ý rồi học thuộc lòng.
Theo lời Khổng Dĩnh Đạt thì bản Thượng Thư mà Phục Sinh truyền dạy chỉ có 28 thiên, còn thiên Thái thệ thì không phải vì nó được tìm thấy vào đời Hán Vũ Đế, sau bị các sử gia gộp chung vào thành ra 29 thiên.
Bản Kinh Thư của Phục Sinh được viết bằng kim văn, nên gọi là Kim văn Thượng Thư.
Phục Sinh truyền lại lời giải thích Kinh Thư của mình cho Âu Dương Sinh (Âu Dương Hòa Bá) và Trương Sinh, Trương Sinh truyền lại cho Âu Dương Cao, Hạ Hầu Thắng (Đại Hạ Hầu) và Hạ Hầu Kiến (Tiểu Hạ Hầu), nên Kim văn Thượng Thư được truyền lại cho ba nhà. Hán Vũ Đế đặt chức Ngũ kinh bác sĩ, phong họ Âu Dương làm học quan. Đến thời Hán Tuyên Đế, sau sự kiện Thạch Cừ nghị tấu, cả ba nhà đều được phong làm học quan.
14 quan bác sĩ thời Đông Hán đều thuộc ba nhà là họ Âu Dương, Đại Hạ Hầu và Tiểu Hạ Hầu, nhưng bản Kim văn Thượng Thư của ba nhà nay đều đã thất truyền, ngày nay chỉ có thể căn cứ vào phần tàn khuyết của kinh văn khắc trên đá trong niên hiệu Hy Bình đời Hán Linh Đế để suy đoán diện mạo bản Kim văn Thượng Thư của họ Âu Dương.

### Cổ văn Thượng Thư
Theo Hán thư, Nghệ văn chí, cuối thời Hán Vũ Đế, Lỗ Cung Vương sai người phá nhà cũ của Khổng Tử ở Khúc Phụ (Sơn Đông) để mở rộng cung thất, phát hiện một bản Kinh Thư được viết bằng chữ khoa đẩu, cùng với Lễ ký, Luận ngữ, Hiếu kinh khoảng vài chục thiên. Khi Lỗ Cung Vương vào nhà Khổng Tử thì nghe thấy tiếng đàn cầm đàn sắt và chuông khánh nên sợ không dám phá nữa. Khổng An Quốc là hậu duệ Khổng Tử được sách này, khảo cứu được 29 thiên. Hán Vũ Đế sai Khổng An Quốc soạn Thư truyện. Bản này được gọi là Cổ văn Thượng Thư, về sau thất truyền.
So với bản Kim văn của Phục Sinh thì bản Cổ văn của Khổng An Quốc có thêm 16 thiên, lời văn khác nhau hơn 700 chỗ, là văn bản vô cùng quý giá thời Tiên Tần. Thời Hán Vũ Đế, hậu duệ hoặc học sinh của Khổng An Quốc dâng bản Cổ văn Thượng Thư này cho triều đình, Lưu Hướng gọi bản này là Trung cổ văn. Sử ký, Nho lâm liệt truyện nói rằng họ Khổng có một bản Cổ văn Thượng Thư, Khổng An Quốc dùng kim văn để đọc nó, tìm thấy các thiên đã mất (dật thiên) được hơn 10 thiên.
Cổ văn Thượng Thư bắt đầu được lưu truyền trong dân gian, ảnh hưởng còn ít. Thời Hán Bình Đế, Lưu Hâm sau khi so sánh sự khác biệt giữa Cổ văn và Kim văn thì nghiêng hẳn về Cổ văn, kiến nghị triều đình lấy các kinh sách Cổ văn làm quốc học, dẫn đến cuộc tranh chấp giữa Cổ văn và Kim văn. Thời Đông Hán, bản Cổ văn hoàn chỉnh của Khổng An Quốc bị thất truyền, Đỗ Lâm ở Hà Tây tìm được một bản Cổ văn Thượng Thư được viết bằng sơn trên thẻ tre, cũng bao gồm 29 thiên giống như bản Kim văn Thượng Thư, nhưng không có thêm 16 thiên như trong bản của Khổng An Quốc. Cuối thời Đông Hán, các nhà kinh học như Giả Quỳ, Mã Dung và Trịnh Huyền chú thích bản viết bằng sơn trên thẻ tre này, tích cực đề xướng việc học tập bản Cổ văn này của Đỗ Lâm, số người học dần dần tăng lên, bản Đỗ Lâm dần dần chiếm ưu thế trong giới học thuật.

### Ngụy Cổ văn Thượng Thư
Vào thời Hán Thành Đế, Trương Bá ở Đông Lai sửa chữa lại 29 thiên trong Kinh Thư, dựa vào Tả truyện và Thượng Thư tự biên soạn thành một bản Kinh Thư bao gồm 102 thiên, gọi là Nhất bách linh nhị thiên Thượng Thư. Sau đó bản này bị phát hiện là sách ngụy tạo, nên Trương Bá bị hạ ngục, bản Thượng Thư ngụy tạo này sau khi lưu truyền được một thời gian thì bị thất truyền.
Đến thời Tây Tấn xảy ra loạn Vĩnh Gia, thư viện hoàng gia của nhà Tấn bị hủy hoại nghiêm trọng, bản Kim văn Thượng Thư của ba phái Âu Dương Cao, Đại Hạ Hầu và Tiểu Hạ Hầu đều bị mất toàn bộ, nên kinh văn và chú sớ của bản Kim văn Thượng Thư do Phục Sinh truyền lại đều bị thất truyền, vì vậy bản Cổ văn Thượng Thư viết bằng sơn trên thẻ tre của Đỗ Lâm do Trịnh Huyền chú thích trở thành bản Kinh Thư chủ yếu lúc bấy giờ. Đến thời Tấn Nguyên Đế, Thái thú quận Dự Chương là Mai Trách dâng một bản Kinh Thư lên triều đình, bản này bao gồm 58 thiên, tự nhận là lấy từ bản Cổ văn Thượng Thư đã thất truyền của Khổng An Quốc, trong đó ngoài 33 thiên có trong Kim văn Thượng Thư và bản viết bằng sơn trên thẻ tre của Đỗ Lâm (nguyên có 29 thiên bị chia nhỏ thành 33 thiên) còn có thêm 25 thiên Cổ văn Thượng Thư, đầu sách có phần Truyện (tức là lời tựa) được cho là do Khổng An Quốc viết. Bản này về sau bị gọi là Ngụy Khổng truyện Thượng Thư.
Các học giả thời Đường rất tin tưởng bản Kinh Thư này và dùng nó làm bản chính thức, Khổng Dĩnh Đạt vâng lệnh vua biên soạn Thượng Thư chính nghĩa bao gồm 20 quyển, là một trong Ngũ kinh chính nghĩa, Thập tam kinh chú sớ, được khắc vào đá trong niên hiệu Khai Thành đời Đường Văn Tông, trở thành bản tiêu chuẩn dùng trong khoa cử, từ đó bộ Ngụy Khổng truyện Thượng Thư này hoàn toàn thay thế bản do Trịnh Huyền chú thích, có ảnh hưởng hơn 1000 năm, bản Cổ văn Thượng Thư do Trịnh Huyền chú thích hoàn toàn thất truyền.
Tuy nhiên, bắt đầu từ thời Tống, nhiều học giả như Chu Hy, Ngô Vực bắt đầu nghi ngờ tính chân thực của Ngụy Khổng truyện Thượng Thư, Ngô Vực cho rằng bản Kinh Thư của Phục Sinh quanh co trúc trắc, khó đọc khó hiểu, trong khi 25 thiên có trong Ngụy Khổng truyện Thượng Thư lại đơn giản dễ hiểu. Chu Hy cho rằng: "Trong bản Thượng Thư lấy từ vách nhà họ Khổng, các thiên như Vũ mô, Ngũ tử chi ca, Dận chinh, Thái thệ, Vũ thành, Quýnh mệnh, Vi Tử chi mệnh, Sái Trọng chi mệnh, Quân Nha đều bình thường dễ hiểu, còn lời truyền lại của Phục Sinh đều khó đọc, tại sao Phục Sinh thiên về ghi nhớ những lời khó hiểu, còn những lời dễ hiểu lại không ghi nhớ? Việc này không thể hiểu được".
Đến thời nhà Thanh, các học giả như Diêm Nhược Cừ và Huệ Đống khảo cứu rằng bản Cổ văn Thượng Thư này là giả, không phải là nguyên bản của Khổng An Quốc. Diêm Nhược Cừ mất 30 năm khảo cứu, biên soạn thành sách Thượng Thư Cổ văn sớ chứng gồm 8 quyển, dùng phương pháp khảo chứng "lấy hư chứng thực, lấy thực chứng hư", liệt kê 128 điều chứng cứ, nhận định rằng 25 thiên có trong Ngụy Khổng truyện Thượng Thư đều do người thời Ngụy Tấn làm giả, 33 thiên còn lại (Ngụy Khổng truyện Thượng Thư chia 29 thiên trong bản Kim văn Thượng Thư của Phục Sinh thành 33 thiên) thật giả lẫn lộn, từ đó 25 thiên trong Kinh Thư bị xem là ngụy thư. Điển hình như trong thiên Đại Vũ mô, vua Thuấn nói 16 chữ: "Nhân tâm duy nguy, đạo tâm duy vi, duy tinh duy nhất, doãn chấp quyết trung" (人心惟危，道心惟微，惟精惟一，允執厥中: tâm của người thì nguy, tâm của đạo thì vi, phải giữ cho tâm tinh thuần và chuyên nhất thì mới đạt được mức trung), Diêm Nhược Cừ cho rằng trong 16 chữ ấy thì 12 chữ đầu được lấy từ Đạo kinh do Tuân Tử dẫn lại, 4 chữ sau được lấy từ Luận ngữ. Người cùng thời là Mao Kỳ Linh biên soạn Cổ văn Thượng Thư oan từ phản bác lại quan điểm của Diêm Nhược Cừ, cho rằng: "Dùng trăm kế để bài bác, cuối cùng cũng không thể lấy lời nói càn mà giành được chân lý". Tuy vậy quan điểm của Diêm Nhược Cừ được đại đa số học giả chấp nhận, vì vậy ngày nay bản Kinh Thư này được gọi là Ngụy Khổng truyện Thượng Thư hoặc Ngụy Cổ văn Thượng Thư. Nhưng suy cho cùng bản này có phải là ngụy thư hay không, nếu là ngụy thư thì tác giả là ai, cho đến nay vẫn chưa rõ. Hiện nay một số bản Thượng Thư đã loại bỏ 25 thiên trong Ngụy Khổng truyện Thượng Thư, chỉ giữ lại 33 thiên tương ứng với 29 thiên trong Kim văn Thượng Thư.
| STT | Tên thiên                   | Thuộc phần      | Tính chất       |
| --- | --------------------------- | --------------- | --------------- |
| 1   | Đại Vũ mô 大禹謨            | Ngu thư 虞書    | Cổ văn ngụy tạo |
| 2   | Ngũ tử chi ca 五子之歌      | Hạ thư 夏書     | Cổ văn ngụy tạo |
| 3   | Dận chinh 胤征              | Hạ thư 夏書     | Cổ văn ngụy tạo |
| 4   | Trọng Hủy chi cáo 仲虺之誥  | Thương thư 商書 | Cổ văn ngụy tạo |
| 5   | Thang cáo 湯誥              | Thương thư 商書 | Cổ văn ngụy tạo |
| 6   | Y huấn 伊訓                 | Thương thư 商書 | Cổ văn ngụy tạo |
| 7   | Thái Giáp thượng 太甲上     | Thương thư 商書 | Cổ văn ngụy tạo |
| 8   | Thái Giáp trung 太甲中      | Thương thư 商書 | Cổ văn ngụy tạo |
| 9   | Thái Giáp hạ 太甲下         | Thương thư 商書 | Cổ văn ngụy tạo |
| 10  | Hàm hữu nhất đức 咸有一德   | Thương thư 商書 | Cổ văn ngụy tạo |
| 11  | Duyệt mệnh thượng 說命上    | Thương thư 商書 | Cổ văn ngụy tạo |
| 12  | Duyệt mệnh trung 說命中     | Thương thư 商書 | Cổ văn ngụy tạo |
| 13  | Duyệt mệnh hạ 說命下        | Thương thư 商書 | Cổ văn ngụy tạo |
| 14  | Thái thệ thượng 泰誓上      | Chu thư 周書    | Cổ văn ngụy tạo |
| 15  | Thái thệ trung 泰誓中       | Chu thư 周書    | Cổ văn ngụy tạo |
| 16  | Thái thệ hạ 泰誓下          | Chu thư 周書    | Cổ văn ngụy tạo |
| 17  | Vũ thành 武成               | Chu thư 周書    | Cổ văn ngụy tạo |
| 18  | Lữ ngao 旅獒                | Chu thư 周書    | Cổ văn ngụy tạo |
| 19  | Vi Tử chi mệnh 微子之命     | Chu thư 周書    | Cổ văn ngụy tạo |
| 20  | Sái Trọng chi mệnh 蔡仲之命 | Chu thư 周書    | Cổ văn ngụy tạo |
| 21  | Chu quan 周官               | Chu thư 周書    | Cổ văn ngụy tạo |
| 22  | Quân Trần 君陳              | Chu thư 周書    | Cổ văn ngụy tạo |
| 23  | Tất mệnh 畢命               | Chu thư 周書    | Cổ văn ngụy tạo |
| 24  | Quân Nha 君牙               | Chu thư 周書    | Cổ văn ngụy tạo |
| 25  | Quýnh mệnh 冏命             | Chu thư 周書    | Cổ văn ngụy tạo |

## Bản Kinh Thư mới phát hiện
Tháng 7 năm 2008, Trường Đại học Thanh Hoa có được một bản sách viết trên thẻ tre từ thời Chiến Quốc, do cựu sinh viên Triệu Vĩ Quốc mua được ở nước ngoài trao tặng, qua giám định của các chuyên gia, thì bản Thẻ tre Thanh Hoa này có niên đại vào cuối thời Chiến Quốc, cách đây khoảng 2300-2400 năm, có xuất xứ từ nước Sở. Trong bản thẻ tre này phát hiện được nhiều thiên trong Kinh Thư, là văn bản có trước thời kỳ đốt sách chôn nho của nhà Tần. Có một số thiên đã được lưu truyền như Kim đằng, Khang cáo, Cố mệnh..., nhưng lời văn có nhiều chỗ khác nhau, thậm chí tên các thiên cũng không giống nhau, ngoài ra còn có nhiều thiên trước nay chưa hề thấy. Ví dụ như một thiên có tên là Phó Duyệt chi mệnh, tức là thiên Duyệt mệnh mà các văn bản thời Tiên Tần trích dẫn, so với bản ngụy Cổ văn đang được lưu truyền hoàn toàn không giống nhau.
Cho đến nay một phần ba nội dung của bản thẻ tre Thanh Hoa này đã được duyệt xét sơ bộ, có 2 nội dung đã được công bố, đó là thiên Bảo huấn và nhạc thi thời Chu Vũ Vương. Thiên Bảo huấn vốn không có tiêu đề mà do các chuyên gia căn cứ vào nội dung để đặt tên, nội dung là di ngôn của Chu Văn Vương lúc lâm chung nói với con trai mình là Cơ Phát (tức Chu Vũ Vương). Nhạc thi được Chu Vũ Vương dùng khi cử hành lễ Ẩm chí trong nhà tông miếu của Chu Văn Vương, là thơ ca dùng trong yến ẩm, có thể là nguyên văn của Kinh Nhạc đã bị thất truyền.
Đến cuối năm 2010 xuất bản công trình Đại học Thanh Hoa lưu trữ thẻ tre thời Chiến Quốc (1), (ISBN 9787547501788), bao gồm 9 thiên tác phẩm được viết bằng văn tự nước Sở thời Chiến Quốc: Doãn chí, Doãn cáo, Trình ngụ, Bảo huấn, Kỳ dạ, Kim đằng, Hoàng môn, Tế công và Sở cư. Trong đó 8 thiên đầu đều thuộc Kinh Thư hoặc có đặc điểm giống các thiên trong Kinh Thư.
Ngày 7 tháng 1 năm 2013, xuất bản tiếp công trình Đại học Thanh Hoa lưu trữ thẻ tre thời Chiến Quốc (3), bao gồm 8 thiên tác phẩm từng thất truyền cách đây hơn 2000 năm: 3 thiên Phó Duyệt chi mệnh, các thiên Chu Công chi cầm vũ, Nhuế Lương Phu bí, Lương thần, Chúc từ và Xích Hộc chi tập Thang chi ốc, trong đó 3 thiên Phó Duyệt chi mệnh tương ứng với 3 thiên Duyệt mệnh trong Kinh Thư.
Ngày 9 tháng 4 năm 2015, công bố tiếp công trình Đại học Thanh Hoa lưu trữ thẻ tre thời Chiến Quốc (5) bao gồm 6 thiên tác phẩm: Mệnh huấn, Hậu Phụ, Phong Hứa chi mệnh, Thang xử ư Thang Khâu, Thang tại Thí Môn, Ân Cao Tông vấn ư Tam Thọ; trong đó ba thiên đầu là những thiên thuộc Kinh Thư: trừ thiên Mệnh huấn đã thấy trong Dật Chu thư, hai thiên Hậu Phụ và Phong Hứa chi mệnh mới được phát hiện. Trong đó thiên Hậu Phụ ghi chép lời đối thoại giữa thiên tử nhà Chu với hậu duệ nhà Hạ, được Mạnh Tử dẫn lại: "Thiên giáng hạ dân, tác chi quân, tác chi sư, duy viết kỳ trợ Thượng đế sủng chi" (Trời sinh ra dân chúng, có người làm vua, có người làm thầy, để giúp cho Thượng đế, được ân sủng), bản Ngụy Cổ văn Thượng thư đặt đoạn này vào thiên Thái thệ là sai lầm.

## Bố cục
Bản Kinh Thư hiện hành được chia làm 4 phần: Ngu thư (ghi chép về đời Nghiêu Thuấn), Hạ thư (ghi chép về nhà Hạ), Thương thư (ghi chép về nhà Thương) và Chu thư (ghi chép về nhà Chu, đến thời Tần Mục công). Bản Kim văn thời Tây Hán chia làm 5 phần: Đường thư, Ngu thư, Hạ thư, Thương thư và Chu thư. Bản Cổ văn thời Đông Hán chia làm 3 phần: Ngu Hạ thư, Thương thư và Chu thư.
| Ngu thư 虞書    | 1  | Nghiêu điển 堯典           | Ngu Hạ thư 虞夏書 | 1                  | Nghiêu điển 堯典              | Đường thư 唐書  | 1              | Nghiêu điển 堯典  | Thương thư 商書 | 21 | Duyệt mệnh thượng 說命上    |    |                               |    |                             | Chu thư 周書 | 41                       | Lạc cáo 洛誥                 | 23                    | Lạc cáo 洛誥                 | 19                    | Lạc cáo 雒誥          |
| Ngu thư 虞書    | 2  | Thuấn điển 舜典            | Ngu Hạ thư 虞夏書 | 1                  | Nghiêu điển 堯典              | Đường thư 唐書  | 1              | Nghiêu điển 堯典  | Thương thư 商書 | 22 | Duyệt mệnh trung 說命中     | 42 | Đa sĩ 多士                    | 24 | Đa sĩ 多士                  | Chu thư 周書 | 20                       | Đa sĩ 多士                   |                       |                              |                       |                       |
| Ngu thư 虞書    | 3  | Đại Vũ mô 大禹謨           | Ngu Hạ thư 虞夏書 |                    |                               |                 |                |                   | Thương thư 商書 | 23 | Duyệt mệnh hạ 說命下        | 43 | Vô dật 無逸                   | 25 | Vô dật 無逸                 | Chu thư 周書 | 21                       | Vô dật 毋劮                  |                       |                              |                       |                       |
| Ngu thư 虞書    | 4  | Cao Dao mô 臯陶謨          | Ngu Hạ thư 虞夏書 | 2                  | Cao Dao mô 臯陶謨             | Ngu thư 虞書    | 2              | Cao Dao mô 咎繇謨 | Thương thư 商書 | 24 | Cao Tông dung nhật 高宗肜日 | 9  | Cao Tông dung nhật 高宗肜日   | 7  | Cao Tông dung nhật 高宗肜日 | Chu thư 周書 | 44                       | Quân Thích 君奭              | 26                    | Quân Thích 君奭              | 22                    | Quân Thích 君奭       |
| Ngu thư 虞書    | 5  | Ích Tắc 益稷               | Ngu Hạ thư 虞夏書 | 2                  | Cao Dao mô 臯陶謨             | Ngu thư 虞書    | 2              | Cao Dao mô 咎繇謨 | Thương thư 商書 | 25 | Tây Bá kham Lê 西伯戡黎     | 10 | Tây Bá kham Lê 西伯戡黎       | 8  | Tây Bá kham cơ 西伯堪飢     | Chu thư 周書 | 45                       | Sái Trọng chi mệnh 蔡仲之命  |                       |                              |                       |                       |
| Hạ thư 夏書     | 6  | Vũ cống 禹貢               | Ngu Hạ thư 虞夏書 | 3                  | Vũ cống 禹貢                  | Hạ thư 夏書     | 3              | Vũ cống 禹貢      | Thương thư 商書 | 26 | Vi Tử 微子                  | 11 | Vi Tử 微子                    | 9  | Vi Tử 微子                  | Chu thư 周書 | 46                       | Đa phương 多方               | 27                    | Đa phương 多方               | 23                    | Đa phương 多方        |
| Hạ thư 夏書     | 7  | Cam thệ 甘誓               | Ngu Hạ thư 虞夏書 | 4                  | Cam thệ 甘誓                  | Hạ thư 夏書     | 4              | Cam thệ 甘誓      | Chu thư 周書    | 27 | Thái thệ thượng 泰誓上      | 12 | Thái thệ ba thiên《太誓》三篇 | 10 | Thái thệ 大誓               | Chu thư 周書 | 47                       | Lập chính 立政               | 28                    | Lập chính 立政               | 24                    | Lập chính 立政        |
| Hạ thư 夏書     | 8  | Ngũ tử chi ca 五子之歌     |                   |                    |                               |                 |                |                   | Chu thư 周書    | 28 | Thái thệ trung 泰誓中       | 13 | Thái thệ ba thiên《太誓》三篇 | 10 | Thái thệ 大誓               | Chu thư 周書 | 48                       | Chu quan 周官                |                       |                              |                       |                       |
| Hạ thư 夏書     | 9  | Dận chinh 胤征             | 29                | Thái thệ hạ 泰誓下 | 14                            | 49              | Quân Trần 君陳 |                   | Chu thư 周書    |    |                             |    | Thái thệ ba thiên《太誓》三篇 | 10 | Thái thệ 大誓               | Chu thư 周書 |                          |                              |                       |                              |                       |                       |
| Thương thư 商書 | 10 | Thang thệ 湯誓             | Thương thư 商書   | 5                  | Thang thệ 湯誓                | Thương thư 商書 | 5              | Thang thệ 湯誓    | Chu thư 周書    | 30 | Mục thệ 牧誓                | 15 | Mục thệ 牧誓                  | 11 | Mục thệ 坶誓                | Chu thư 周書 | 50                       | Cố mệnh 顧命                 | 29                    | Cố mệnh 顧命                 | 25                    | Cố mệnh 顧命          |
| Thương thư 商書 | 11 | Trọng Hủy chi cáo 仲虺之誥 | Thương thư 商書   |                    |                               | Thương thư 商書 |                |                   | Chu thư 周書    | 31 | Vũ thành 武成               |    |                               |    |                             | Chu thư 周書 | 51                       | Khang vương chi cáo 康王之誥 | 30                    | Khang vương chi cáo 康王之誥 | 25                    | Cố mệnh 顧命          |
| Thương thư 商書 | 12 | Thang cáo 湯誥             | Thương thư 商書   | 32                 | Hồng phạm 洪範                | Thương thư 商書 | 16             | Hồng phạm 洪範    | Chu thư 周書    | 12 | Hồng phạm 鴻範              | 52 | Tất mệnh 畢命                 |    |                             | Chu thư 周書 |                          |                              |                       |                              |                       |                       |
| Thương thư 商書 | 13 | Y huấn 伊訓                | Thương thư 商書   | 33                 | Lữ ngao 旅獒                  | Thương thư 商書 |                |                   | Chu thư 周書    |    |                             | 53 | Quân Nha 君牙                 |    |                             | Chu thư 周書 |                          |                              |                       |                              |                       |                       |
| Thương thư 商書 | 14 | Thái Giáp thượng 太甲上    | Thương thư 商書   | 34                 | Kim đằng 金縢                 | Thương thư 商書 | 17             | Kim đằng 金縢     | Chu thư 周書    | 13 | Đại cáo 大誥                | 54 | Quýnh mệnh 冏命               |    |                             | Chu thư 周書 |                          |                              |                       |                              |                       |                       |
| Thương thư 商書 | 15 | Thái Giáp trung 太甲中     | Thương thư 商書   | 35                 | Đại cáo 大誥                  | Thương thư 商書 | 18             | Đại cáo 大誥      | Chu thư 周書    | 14 | Kim đằng 金縢               | 55 | Lã hình 呂刑                  | 31 | Bí thệ 粊誓                 | Chu thư 周書 | 26                       | Phủ hình 甫刑                |                       |                              |                       |                       |
| Thương thư 商書 | 16 | Thái Giáp hạ 太甲下        | Thương thư 商書   | 36                 | Vi Tử chi mệnh 微子之命       | Thương thư 商書 |                |                   | Chu thư 周書    |    |                             | 56 | Văn hầu chi mệnh 文侯之命     | 32 | Lã hình 呂刑                | Chu thư 周書 | 27                       | Văn hầu chi mệnh 文侯之命    |                       |                              |                       |                       |
| Thương thư 商書 | 17 | Hàm hữu nhất đức 咸有一德  | Thương thư 商書   | 37                 | Khang cáo 康誥                | Thương thư 商書 | 19             | Khang cáo 康誥    | Chu thư 周書    | 15 | Khang cáo 康誥              | 57 | Phí thệ 費誓                  | 33 | Văn hầu chi mệnh 文侯之命   | Chu thư 周書 | 28                       | Tiên thệ 鮮誓                |                       |                              |                       |                       |
| Thương thư 商書 | 18 | Bàn Canh thượng 盤庚上     | Thương thư 商書   | 6                  | Bàn Canh ba thiên《盤庚》三篇 | Thương thư 商書 | 6              | Bàn Canh 般庚     | Chu thư 周書    | 38 | Tửu cáo 酒誥                | 20 | Tửu cáo 酒誥                  | 16 | Tửu cáo 酒誥                | Chu thư 周書 | 58                       | Tần thệ 秦誓                 | 34                    | Tần thệ 秦誓                 | 29                    | Tần thệ 秦誓          |
| Thương thư 商書 | 19 | Bàn Canh trung 盤庚中      | Thương thư 商書   | 7                  | Bàn Canh ba thiên《盤庚》三篇 | Thương thư 商書 | 6              | Bàn Canh 般庚     | Chu thư 周書    | 39 | Tử tài 梓材                 | 21 | Tử tài 梓材                   | 17 | Tử tài 梓材                 | Thư tự 書序  | Phân tán ở đầu mỗi thiên | Phân tán ở đầu mỗi thiên     | Tập trung ở cuối sách | Tập trung ở cuối sách        | Tập trung ở cuối sách | Tập trung ở cuối sách |
| Thương thư 商書 | 20 | Bàn Canh hạ 盤庚下         | Thương thư 商書   | 8                  | Bàn Canh ba thiên《盤庚》三篇 | Thương thư 商書 | 6              | Bàn Canh 般庚     | Chu thư 周書    | 40 | Thiệu cáo 召誥              | 22 | Thiệu cáo 召誥                | 18 | Thiệu cáo 召誥              | Thư tự 書序  | Phân tán ở đầu mỗi thiên | Phân tán ở đầu mỗi thiên     | Tập trung ở cuối sách | Tập trung ở cuối sách        | Tập trung ở cuối sách | Tập trung ở cuối sách |

Tiêu đề một số thiên dùng chữ khác nhau, chủ yếu là do giả tá, tuy nhiên có trường hợp dùng sai chữ. Ví dụ như thiên thứ 57 trong bản hiện hành có tên là Phí thệ (費誓), thiên thứ 31 trong bản thời Đông Hán có tên là Bí thệ (粊誓), thiên thứ 28 trong bản thời Tây Hán có tên là Tiên thệ (鮮誓), hai chữ Tiên (鮮) và Bí (粊) có thể dùng thay cho nhau, hơn nữa còn cùng một địa danh, trong khi chữ Phí (費) không cùng địa danh, hai địa điểm này tuy gần nhau nhưng không phải là một, vì vậy tên của thiên này không nên viết thành Phí (費).
| STT  | Tên thiên                              |
| ---- | -------------------------------------- |
| 1    | Doãn chí 尹至                          |
| 2    | Doãn cáo 尹誥                          |
| 3    | Trình ngụ 程寤                         |
| 4    | Bảo huấn 保訓                          |
| 5    | Kỳ dạ 耆夜                             |
| 6    | Kim đằng 金縢                          |
| 7    | Hoàng môn 皇門                         |
| 8    | Tế công 祭公                           |
| 9–11 | Phó Duyệt chi mệnh 傅說之命 (ba thiên) |
| 12   | Mệnh huấn 命訓                         |
| 13   | Hậu Phụ 厚父                           |
| 14   | Phong Hứa chi mệnh 封許之命            |

| STT   | Tên thiên                        |
| ----- | -------------------------------- |
| 1     | Mịch tác 汨作                    |
| 2–10  | Cửu cung 九共 (9 thiên)          |
| 11    | Cảo ốc 稾飫                      |
| 12    | Đế cáo 帝告                      |
| 13    | Ly ốc 釐沃                       |
| 14    | Thang chinh 湯征                 |
| 15    | Nhữ Cưu 汝鳩                     |
| 16    | Nhữ Phương 汝方                  |
| 17    | Hạ xã 夏社                       |
| 18    | Nghi chí 疑至                    |
| 19    | Thần hỗ 臣扈                     |
| 20    | Điển bảo 典寶                    |
| 21    | Minh cư 明居                     |
| 22    | Tứ mệnh 肆命                     |
| 23    | Tồ hậu 徂后                      |
| 24    | Ốc Đinh 沃丁                     |
| 25–28 | Hàm nghệ 咸乂 (4 thiên)          |
| 29    | Y Trắc 伊陟                      |
| 30    | Nguyên mệnh 原命                 |
| 31    | Trọng Đinh 仲丁                  |
| 32    | Hà Đản Giáp 河亶甲               |
| 33    | Tổ Ất 祖乙                       |
| 34    | Cao Tông chi huấn 高宗之訓       |
| 35    | Phân khí 分器                    |
| 36    | Lữ Sào mệnh 旅巢命               |
| 37    | Quy hòa 歸禾                     |
| 38    | Gia hòa 嘉禾                     |
| 39    | Thành Vương chính 成王政         |
| 40    | Tương Bồ Cô 將蒲姑               |
| 41    | Hối Túc Thận chi mệnh 賄肅慎之命 |
| 42    | Bạc Cô 亳姑                      |
| 43    | Lã mệnh 呂命                     |

## Nội dung
Nội dung chủ yếu của Kinh Thư là ghi chép lịch sử Trung Quốc thời thượng cổ, bắt đầu từ thời Nghiêu, Thuấn và kết thúc vào thời Tần Mục công, bao gồm ba triều đại Hạ, Thương, Chu. Nhượng Tống đánh giá Kinh Thư "là một cuốn sử cổ nhất nước Tàu, mà có lẽ cổ nhất cả thế gian". Trong tác phẩm Thượng Thư thông luận của Trần Mộng Gia, ở chương 1 đã thống kê trong 9 tác phẩm thời Tiên Tần bao gồm Luận ngữ, Mạnh Tử, Tả truyện, Quốc ngữ, Mặc Tử, Lễ ký, Hàn Phi Tử, Tuân Tử, Lã thị Xuân Thu có tổng cộng 168 chỗ trích dẫn từ Kinh Thư. Kinh Thư có vai trò quan trọng trong việc nghiên cứu lịch sử và tư tưởng chính trị của Trung Quốc thời cổ đại.
Các thiên trong Kinh Thư có thể chia làm sáu loại:
1. Điển (典): chế độ kiến thiết của đời Đào Đường và Hữu Ngu. Bao gồm 2 thiên Nghiêu điển và Thuấn điển.
2. Mô (謨): lời điều trần của quan đời Hữu Ngu. Bao gồm 2 thiên Đại Vũ mô và Cao Dao mô.
3. Huấn (訓): lời khuyên bảo. Bao gồm thiên Y huấn là lời khuyên bảo của Y Doãn đối với Thái Giáp.
4. Cáo (誥): lời răn bảo hoặc bố cáo ra khắp thiên hạ. Bao gồm 8 thiên, như thiên Đại cáo là lời bố cáo của Chu Công sau khi dẹp loạn "Tam giám" và tiêu diệt Vũ Canh.
5. Thệ (誓): lời thề, khi dụng binh tức là bài hịch. Bao gồm 6 thiên, như thiên Tần thệ ghi lại lời thề của Tần Mục công.
6. Mệnh (命): lời sắc mệnh của người trên ban khắp thiên hạ. Bao gồm 7 thiên như các thiên Duyệt mệnh, Vi Tử chi mệnh.

| Ngu thư    |                              | |
| STT        | Tên thiên                    | Nội dung |
| 1          | Nghiêu điển                  | Điển phạm, đức nghiệp của vua Nghiêu |
| 2          | Thuấn điển                   | Điển phạm, đức nghiệp của vua Thuấn |
| 3          | Đại Vũ mô                    | Mưu mô trị nước của Vũ đề nghị lên vua Thuấn |
| 4          | Cao Dao mô                   | Mưu mô của Cao Dao kiến nghị với vua Vũ |
| 5          | Ích Tắc                      | Mưu mô của Ích và Tắc |
| Hạ thư     |                              | |
| STT        | Tên thiên                    | Nội dung |
| 6          | Vũ cống                      | Vua Vũ trị thủy, phép cống phú của nhà Hạ, ghi chép về địa lý và sản vật                                                                                    |
| 7          | Cam thệ                      | Lời thệ sư ở đất Cam khi vua Khải đi đánh họ Hữu Hộ |
| 8          | Ngũ tử chi ca                | Bài ca của năm người em khuyên can vua Thái Khang |
| 9          | Dận chinh                    | Dận hầu đi chinh phạt họ Hy và họ Hòa |
| Thương thư |                              | |
| STT        | Tên thiên                    | Nội dung |
| 10         | Thang thệ                    | Lời thề của vua Thang khi đem quân đánh vua Kiệt nhà Hạ |
| 11         | Trọng Hủy chi cáo            | Lời ông Trọng Hủy giải thích hành động "cách mạng" của vua Thang                                                                                            |
| 12         | Thang cáo                    | Bá cáo của vua Thang sau khi diệt nhà Hạ |
| 13         | Y huấn                       | Lời Y Doãn dạy bảo Thái Giáp lúc mới lên ngôi |
| 14–16      | Thái Giáp thượng, trung, hạ  | Những lời Y Doãn khuyên vua Thái Giáp và những lời hối lỗi của Thái Giáp                                                                                    |
| 17         | Hàm hữu nhất đức             | Lời Y Doãn dặn bảo vua Thái Giáp trước khi ông về nghỉ |
| 18–20      | Bàn Canh thượng, trung, hạ   | Vua Bàn Canh dời đô về ấp cũ để lấy lại vương khí, giải thích và chỉ bảo cho nhân dân về việc dời đô                                                        |
| 21–23      | Duyệt mệnh thượng, trung, hạ | Vua Vũ Đinh tìm được Phó Duyệt là người tài, trao quyền và nghe theo Phó Duyệt                                                                              |
| 24         | Cao Tông dung nhật           | Con vua Cao Tông can vua về việc tế cha đẻ long trọng hơn tế tổ tiên                                                                                        |
| 25         | Tây Bá kham Lê               | Chức bá miền Tây đánh nước Lê |
| 26         | Vi Tử                        | Vi Tử định cứu vua Trụ nhưng không được |
| Chu thư    |                              | |
| STT        | Tên thiên                    | Nội dung |
| 27–29      | Thái thệ thượng, trung, hạ   | Lời răn quân sĩ của Chu Vũ vương khi đi đánh vua Trụ nhà Thương                                                                                             |
| 30         | Mục thệ                      | Chu Vũ vương thệ sư ở cánh đồng Mục Dã |
| 31         | Vũ thành                     | Bá cáo vũ công đánh Trụ đã hoàn thành |
| 32         | Hồng phạm                    | 9 phạm trù lớn về triết học, chính trị, đạo đức để trị nước (ngũ hành, ngũ sự, bát chính, ngũ kỷ, hoàng cực, tam đức, kê nghi, thứ trưng, ngũ phúc-lục cực) |
| 33         | Lữ ngao                      | Lời can Chu Vũ vương đừng nhận chó ngao do nước Tây Lữ dâng cống                                                                                            |
| 34         | Kim đằng                     | Chu Công khấn tổ tiên, xin chết thay vua |
| 35         | Đại cáo                      | Bố cáo việc đánh dẹp hai người em làm phản (Quản Thúc, Sái Thúc)                                                                                            |
| 36         | Vi Tử chi mệnh               | Cáo mệnh phong cho Vi Tử ở nước Tống |
| 37         | Khang cáo                    | Cáo mệnh phong Khang Thúc ở nước Vệ |
| 38         | Tửu cáo                      | Răn Khang Thúc không nên uống rượu |
| 39         | Tử tài                       | Lời vua Vũ vương khuyên Khang Thúc |
| 40         | Thiệu cáo                    | Thư của Thiệu công Thích báo cáo vua Thành vương về việc xây dựng kinh đô Lạc Ấp                                                                            |
| 41         | Lạc cáo                      | Bố cáo việc định đô ở Lạc Ấp, cử Chu Công ở lại cai trị |
| 42         | Đa sĩ                        | Chu Công kêu gọi các sĩ phu nhà Ân khi mới sang Lạc Ấp |
| 43         | Vô dật                       | Chu Công khuyên Thành Vương chăm lo chính sự, chớ nên nhàn dật                                                                                              |
| 44         | Quân Thích                   | Thiệu công Thích xin về hưu, Chu Công giữ lại |
| 45         | Sái Trọng chi mệnh           | Cáo mệnh phong tước cho Sái Trọng, con Sái Thúc |
| 46         | Đa phương                    | Lời bá cáo của Thành Vương sau khi diệt nước Yêm |
| 47         | Lập chính                    | Thư của Chu Công khuyên Thành Vương |
| 48         | Chu quan                     | Lời vua Thành Vương huấn thị bách quan |
| 49         | Quân Trần                    | Cáo mệnh phong cho Quân Trần giữ chức thay Chu Công mới mất                                                                                                 |
| 50         | Cố mệnh                      | Lời vua Thành Vương dặn lại khi sắp mất |
| 51         | Khang Vương chi cáo          | Chu Khang Vương trả lời Quân Trần |
| 52         | Tất mệnh                     | Khang Vương ban sắc cho Tất công Cao ra trị đất Thành Chu                                                                                                   |
| 53         | Quân Nha                     | Chu Mục vương sai Quân Nha làm chức Tư đồ, coi việc giáo dục                                                                                                |
| 54         | Quýnh mệnh                   | Cáo mệnh của Mục Vương sai Bá Quýnh làm chức Thái Bộc chính, tuyển dụng quan liêu                                                                           |
| 55         | Lã hình                      | Lời vua Mục Vương sai Lã hầu công bố hình luật cho toàn dân                                                                                                 |
| 56         | Văn hầu chi mệnh             | Chu Bình vương sai Tấn Văn hầu làm chức Phương bá |
| 57         | Phí thệ                      | Bá Cầm vua nước Lỗ thệ sư ở đất Phí khi đi đánh Hoài Di và Từ Nhung                                                                                         |
| 58         | Tần thệ                      | Vua Tần Mục công hối lỗi về sai lầm trong hành động quân sự, thệ cáo với quần thần                                                                          |

Các thiên trong Kinh Thư đều có nghĩa lý cổ xưa thâm thúy, khó đọc khó hiểu, trong đó thể cáo đặc biệt trúc trắc khó hiểu, mỗi lời mỗi chữ đều có nhiều cách giải thích khác nhau, Hán thư, Nho lâm truyện nói rằng: "Một bộ kinh có đến hơn trăm vạn lời giải thích", ví dụ như bốn chữ "viết nhược kê cổ" (曰若稽古) có rất nhiều cách giải thích khác nhau, lên tới 3 vạn chữ, như Trịnh Huyền giải thích là: "Kê cổ nghĩa là theo đạo trời, nói phép tắc của vua Nghiêu giống như đạo trời", Vương Túc giải thích là: "Khảo cứu phép cũ mà làm theo". Vì vậy Hàn Dũ trong Tiến học giải nói các thiên Chu cáo, Ân Bàn trúc trắc khó hiểu. Khi Tư Mã Thiên viết Sử ký cũng đã dịch một đoạn Kinh Thư để đưa vào tác phẩm của mình, như trong thiên Nghiêu điển của Kinh Thư có câu "khâm nhược hạo thiên" (欽若昊天), trong Sử ký, Ngũ đế bản kỷ được viết thành "kính thuận hạo thiên" (敬順昊天). Dương Hùng trong Pháp ngôn, thiên Vấn thần nói rằng: "Theo thuyết xưa Kinh Thư có khoảng 100 thiên [...] Ngu Hạ thư rộng lớn thay, Thương thư mênh mông thay, Chu thư chính trực thay". Vương Quốc Duy cho rằng gần một nửa Kinh Thư không thể giải thích được.
Ngu thư ghi chép lịch sử cổ đại của Trung Quốc thời Nghiêu, Thuấn. Cố Viêm Vũ trong Nhật tri lục, quyển 2 nói: "Nghi rằng thời cổ có Nghiêu điển không có Thuấn điển, có Hạ thư không có Ngu thư, mà Nghiêu điển cũng nằm trong Hạ thư". Nhật tri lục tập thích dẫn lời Tôn thị Chí Tổ nói rằng: "Xét trong Tả truyện, Văn công năm thứ 18 có nói rõ về Ngu thư, kể công lao của vua Thuấn là làm sáng rõ ngũ điển..., vậy sao lại nói chỉ có Hạ thư không có Ngu thư? Thiết nghĩ người xưa lấy hai điển (Nghiêu điển, Thuấn điển) làm Ngu thư, từ Đại Vũ mô trở xuống làm Hạ thư". Thiên Vũ cống trong Hạ thư ghi chép địa lý Trung Quốc sau khi vua Vũ trị thủy thành công, số người nghiên cứu thiên này rất nhiều, thiên Cam thệ xuất hiện trong sách Mặc Tử thời Chiến Quốc, Ngu thư cũng xuất hiện trong Tả truyện. Chu thư ghi lại các tư liệu quan trọng của nhà Chu trong những năm đầu lập quốc, phần nhiều là những ghi chép của chính bản thân Chu Công.
Mạnh Tử từng nói thiên Vũ thành trong Kinh Thư không thể tin hết được: "Trọn tin Kinh Thư chẳng bằng không có Kinh Thư. Trong thiên Vũ thành ta chỉ tin được hai ba đoạn mà thôi. Người có nhân thì vô địch trong thiên hạ. Lấy chí nhân đánh chí bất nhân, tại sao máu lại chảy đến mức trôi cả chày?".
Có rất nhiều tác phẩm nghiên cứu, chú thích Kinh Thư, như Thượng Thư khảo dị của Mai Trạc, Thượng Thư Cổ văn sớ chứng của Diêm Nhược Cừ, Cổ văn Thượng Thư khảo của Huệ Đống đều là những tác phẩm được lưu truyền đến ngày nay. Học giả đời Thanh là Tôn Tinh Diễn mất hơn 20 năm để hoàn thành tác phẩm Thượng Thư Kim Cổ văn chú sớ, là bản chú thích Kinh Thư khá tốt, Tôn Tinh Diễn còn cho rằng "chắc chắn còn nhiều chỗ thiếu sót sai lầm". Gần đây có Thượng Thư chính độc của Tăng Vận Càn và Đồng văn Thượng Thư của Mưu Đình cũng là những bản tốt. Tác phẩm Thượng Thư hiệu thích dịch luận của Cố Hiệt Cương và học trò của ông là Lưu Khởi Vu là một tập đại thành nghiên cứu về Kinh Thư.

## Khái niệm chủ yếu
1. "Dân duy bang bản" (Dân là gốc của nước) - Kinh Thư, thiên Ngũ tử chi ca (五子之歌) viết: Dân duy bang bản, bản cố bang ninh (民惟邦本，本固邦寧), nghĩa là "Dân là gốc của nước, gốc vững thì nước yên".
2. "Vương đạo lạc thổ" (Đường vua, đất vui) - Kinh Thư, thiên Hồng phạm (洪範) viết: Vô hữu tác hảo, tuân vương chi đạo (無有作好、遵王之道), nghĩa là "Yêu chớ theo cách thiên vị, hãy theo đạo Vương".
3. "Quy mã phóng ngưu" (Trả ngựa, thả bò) - Trong Kinh Thư, thiên Vũ thành (武成), sau khi Vũ Vương (nhà Chu) đã trả thù đối Trụ Vương (nhà Thương), có viết: Quy mã ư Hoa Sơn chi dương, phóng ngưu ư Đào Lâm chi dã (歸馬于華山之陽、放牛于桃林之野), nghĩa là "Trả ngựa ở hướng nam của núi Hoa Sơn và thả con bò ở đồng của rừng Đào Lâm", tức là chiến tranh đã được kết thúc rồi.

## Bản dịch tiếng Việt
Theo Đại Việt sử ký toàn thư, tháng 4 năm 1395 Hồ Quý Ly dịch thiên Vô dật trong Kinh Thư ra chữ Nôm để dạy Trần Thuận Tông. Tác phẩm diễn Nôm toàn bộ Kinh Thư hiện còn là Thư kinh đại toàn toàn tiết yếu diễn nghĩa (書經大全節要演義), bản viết tay ký hiệu AB. 145/1-5, 382 trang, lưu trữ tại Viện Nghiên cứu Hán Nôm. Ngoài ra còn có Thư kinh diễn nghĩa (書經演義) của Lê Quý Đôn viết bằng chữ Hán năm 1772, bản viết tay ký hiệu A.1251, 184 trang, dẫn giải và chú thích từng thiên, từng đoạn và từng câu văn trong Kinh Thư, được Ngô Thế Long và Trần Văn Quyền dịch
ra chữ quốc ngữ, Nhà xuất bản TP.HCM xuất
bản năm 1993 và Thư kinh tiết yếu (書經節要) cũng viết bằng chữ Hán của Bùi Huy Bích, bản viết tay ký hiệu VHv.4/1-4, 704 trang, tóm lược nội dung Kinh Thư, có chú thích và bình luận.
Các bản Kinh Thư dịch ra chữ quốc ngữ là:
- Thượng Thư, bản dịch của Nhượng Tống (1940), Nhà xuất bản Tân Việt xuất bản năm 1963, Nhà xuất bản Văn học tái bản năm 2001
- Kinh Thư, bản dịch của Thẩm Quỳnh, Trung tâm Học liệu xuất bản tại Sài Gòn năm 1968, in lần thứ hai năm 1973
- Kinh Thư, bản dịch của Trần Lê Sáng và Phạm Kỳ Nam, Nhà xuất bản Văn hóa - Thông tin năm 2004